# Bolvári Ferenc

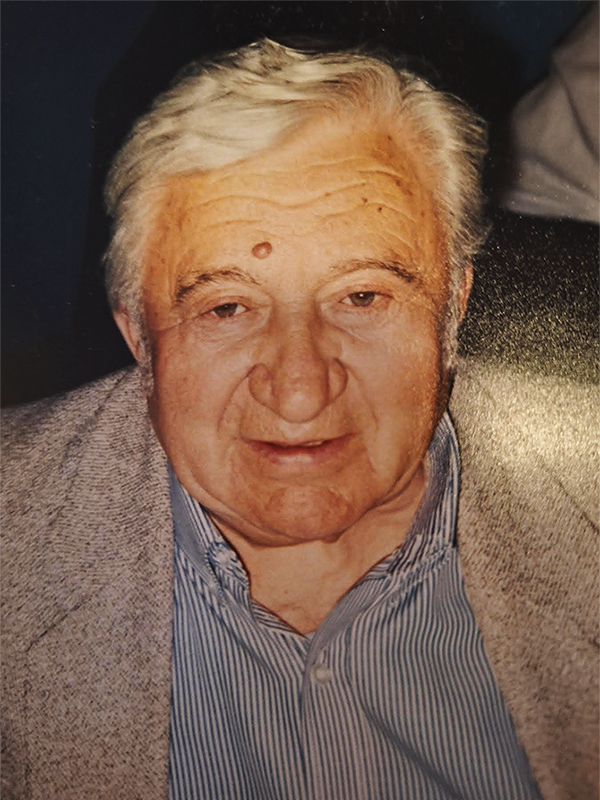
Bolvári Ferenc

Bolvári Ferenc építész, labdarúgóedző.
Két főbb szakmai vonulata volt az életének: az építészeti kivitelezés és legalább ilyen jelentőséggel bír labdarúgó edzői tevékenysége is.
Bolvári Ferenc politikai párt tagja nem volt.

## Származása, családja
Iparos családból származott, Zuglóban gyerekeskedett. Édesapja Bolváry Ferenc hentes-és mészáros, két hentesüzlet tulajdonosa volt Budapesten. Édesanyja Szappanos Terézia htb. Két testvére volt, öccse dr. Bolváry Gyula (1932 — 2020), húga Bolváry Mária (1933 — 2024).
Felesége, Tolnai Katalin (1931 — 2012) könyvkötőként dolgozott. Lánya, dr.Bolváry Katalin (1954 —) fogszakorvos. Veje Potzner Ferenc Ybl-díjas és Príma-díjas építész, művészettörténész.

## Építészeti pályafutása

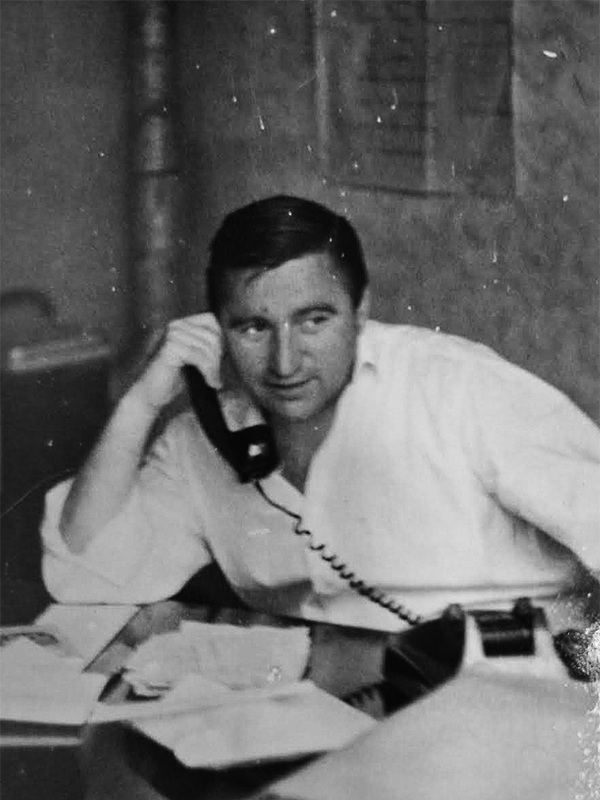
Bolvári Ferenc

A Magyar Királyi Állami Felsőépítőipari Iskola Építőmesteri tagozatát végezte el 1949-ben. 21 évesen már építésvezető. Munkahelyei:
- 1944-46 Messinger Rezső építőmester - kőművestanonc
- 1947-48 Messinger Rezső építőmester - nyári kötelező szakmai gyakorlat
- 1949-50 Magyar Vasbeton Gyárépítési NV (későbbi jogutód Csepeli Magasépítési NV) - technikus, építésvezető
- 1950-51 Katonai kiképzés /hadnagyi rendfokozatát 1959-ben visszavonták/
- 1951-53 H.M.1.sz. Általános Építőipari Vállalat - műszaki osztályvezető
- 1953-55 H.M.  Építési és elhelyezési Csoportfőnökség - felújítási alosztályvezető
- 1955-57 Terézvárosi Építőipari KTSZ - műszaki vezető - főmérnök
- 1958 É.M.24.sz. Állami Építőipari Vállalat - művezető
- 1958-70 É.M.45.sz. Állami Építőipari Vállalat (jogutóda a Középületépítő Vállalat) - építésvezető
- 1971-75 Szolnok megyei Állami Építőipari Váll. - Bp-i önálló főépítés vezető
- 1975-78 Középületépítő   Vállalat - vezető technológus, vezető organizátor
- 1978 43.sz. Állami Építőipari Vállalat - főépítésvezető
- 1978-86 Szolnok megyei Állami Építőipari Vállalat - Bp.-i önálló főépítés vezető
- 1986 Építőipari Szövetkezeti Közös Váll. - főépítésvezető
- 1986-89 PÁÉV Általános Szerelőipari Vállalat - termelési főmérnök, főmérnökség vezető
- 1990-93 Egyéni vállalkozó
- 1994-2015 különböző Kft-knél - építésvezető, műszaki vezető

Munkahelyei felsorolásából kitűnik, hogy 51 éves vezetői működése alatt, az építőipari kivitelezés jóformán minden területén dolgozott. Külső munkatársként az Országos Tervhivatalnak és a Budapesti Búvárszivattyú Gyárnak is dolgozott. Az Országos Takarékpénztár részére eseti megbízás alapján lakóépületek szavatossági és garanciális munkáinak helyi megállapítását és jogosságát végezte. Közel egy évtizedig ipari tanuló iskolában kőműves és ács szakmákból óraadó oktatóként mellékfoglalkozásban dolgozott. 1955-57-ben másodállásban az OKISZ (Magyar Iparszövetség) részére négy megyében (Szolnok, Tolna, Borsod, Szabolcs) műszaki vezetői tanfolyamokat tartott. A vállalat által bonyolított szakmai átképzések oktatásában, vizsgáztatásában, az előbbiekben felsorolt szakmákban vett részt. Oktatási tematikákat szerkesztett, illetve készített.

## Kivitelezői tevékenysége
„Fél Budapestet” építette, lehetetlen felsorolni a kivitelezői tevékenységét, ezért kiemelnék párat az ismertebb épületei köréből, Budapesten a következő helyszíneken lehet munkáit megcsodálni:
- I. Iskola utca 38-42. OTP Ház
- I. Donáti utcai házak (a 47.sz. alatt volt a Szolnokmegyei ÁÉV. Főépítésvezetősége)
- II. Csalogány utcai lakóház
- II. Ganz u.13-15.

A 2024.évi „Budapest 100” program a Budapesten a 70-es években épült házai keretén belül, kiemelt programként szerepelt a Ganz utca 15-ös ház, ahol feleségével halálukig éltek. A ház különleges Zsolnay épületkerámiával burkolt társasház a Víziváros szívében.
- II. Jégverem utca
- VI. Pedagógusok Szakszervezetének Vendégotthona (ma Benczúr szálló])
- VII. Szövetség utcai 16 lakásos referencia jellegű első épület
- VIII. SOTE Urológiai Klinika
- XI. Fehérvári úti 528 személyes női munkásszálló
- XIII. Poscher úti 1620 fős Munkásszálló
- XIV. Bosnyák tér AFTH Székház
- XIV. Thököly út Pest Megyei Bíróság]
- Városligeti Pálmaház felújítása (1966)

Szolnok megyei munkák, valamint Budapest területén lakótelepek, ezen belül óvodák, bölcsődék létesítményeinek kivitelezése, emeletráépítések, tatarozások vezetése. Nyugdíjasként a Hermina Baunak, Hermina Investnek (141 lakás, 1 iroda, 2 bankfiók, 3 üzlet), Hermina Happy Rezidensnek (1112 lakás ,13 üzlet), mint nagyobb beruházások generálkivitelezésének a létesítmény felelőse, itt műszaki ellenőri feladatokat látott el. A II. kerület számos új építésű házának műszaki ellenőri komplex feladatainak az ellátása.

## Minősítései, kinevezési javaslata
Főépítésvezetői kinevezéséhez javaslat a Középületépítő Vállalat által adott információi alapján:

„Munkáját igen nagy szorgalommal, szakmai hozzáértéssel és becsvággyal látta el. Munkájára jellemző az alapos előkészítés, a kivitelező munka megfontolt és előrelátó megszervezése és a kivitelező munka következetes ellenőrzése. Az általa irányított munkák gazdaságosak voltak, s azok határidőre elkészültek. Helyes kapcsolatot alakított ki úgy a beruházókkal, tervezőkkel, mint az alvállalkozókkal. Az irányítása alá tartozó fizikai dolgozók szerették, tisztelték, velük jó kapcsolatot tudott kialakítani. Társadalmi munkából aktívan kivette részét, a kapott megbízásokat szívesen vállalta. Fentiek ismeretében a vállalat gazdasági vezetése, párt és szakszervezeti bizottsága egyetértésben kéri Bolvári Ferencet. főépítésvezetői munkakör betöltéséhez szükséges jóváhagyását.”

– Szolnok, 1971. január 28.

Egy másik minősítését a Szolnok megyei Állami Építőipari Vállalatnál kapta, ami a következőket tartalmazta:

„Az össztársadalmi érdeket tiszteletben tartja, helyes összhangot alakít ki a vállalati és saját érdeke között. Aktív társadalmi és közéleti tevékenységet ugyan nem fejt ki, de a „Budapest Építők” labdarugó edzőjeként - igaz másodállásban a sport vonalán sok dicsőséget szerzett az „Építők” névvel. Szakmailag képzett. Döntéseinek meghozatala elött, műszaki felmérést, elemzést végez, melyhez hosszú gyakorlati tapasztalatai segítenek. Munkateljesítménye az átlagos szint felett áll.”

– 1974. szeptember 18.

## Szakmai kitüntetései, elismerései
- 1953 Miniszteri dicsérő oklevél
- 1954 Árvízvédelmi Emlékérem
- 1965, 1966 , 1967, 1968, 1972, 1974, 1980, 1988 „Kiváló Dolgozó”
- 1968 „Balesetmentes Építkezés” országos pályázata „Első díj” (ekkori munkahelye illetve munkaköre: a XIV. Bosnyák tér Á.F.T.H. Székház építkezése, beosztása: építésvezető)
- 1970 „Kiváló Újító” Bronz fokozat
- 1973 „100 éves Budapest” Centenáriumi Emlékérem és Diploma  /a Vár és a Víziváros területén elsősorban a Műemléképületeknél kifejtett tevékenységért/
- 1976 Az „Építőipar Kiváló Dolgozója” kitüntetés
- 1977 A „Szakma Ifjú Mestere” országos ács versenyen, mint a második helyezést elért csapat /Középületépítő V./ felkészítője és vezetője „Miniszteri dicsérő oklevél” -ben és tárgyi jutalomban részesült
- 1979 „Kiváló Társadalmi Munkáért” kitűntetés a Magyar Népköztársaság Minisztertanácsa
- 1981 „Nívó Díj” a Rózsakerti lakótelep kommunális létesítményeinek a kivitelezésért
- 1982 „Kiváló Dolgozó” díj
- 1985 Az „Ágazat Kiváló Dolgozója”
- Nyugdíjazásakor Életműkitüntetést kapott
- 1999 szeptemberében oklevele megszerzésének 50.évfordulója alkalmából az YBL Miklós Műszaki Főiskola Főigazgatójától „YBL MIKLÓS” emlékérmet és oklevelet kapott.

## Labdarúgó edzői tevékenysége

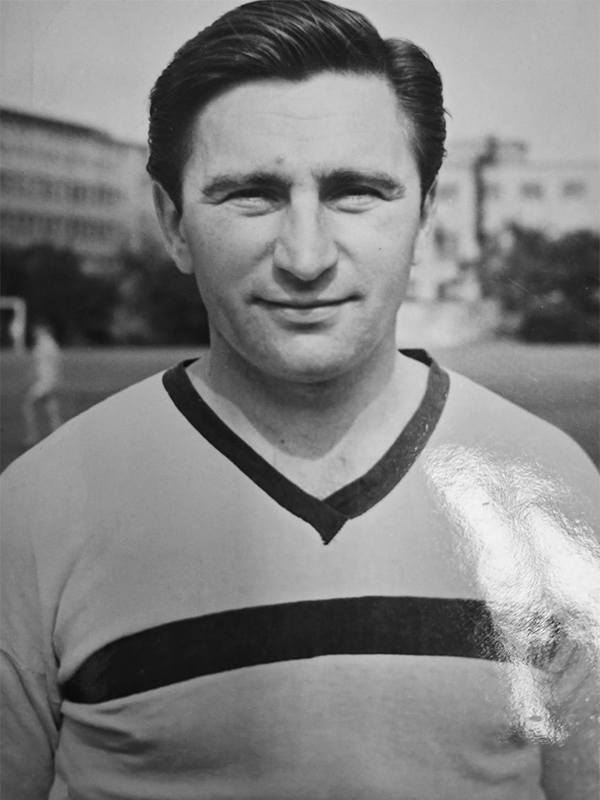
Bolvári Ferenc

Sportolni 1940-ben kezdett a WMTK-ban (a mai Csepel) úszással.
Labdarugó igazolt játékos 1942-ben lett (Gázművek).
1945-től a „Zuglói MADISZ-ban, majd annak jogutódjában játszott.
1949. nyarán igazolt át a „Csepeli MÉMOSZ-hoz, itt ill. jogutódjánál játszott és egyben ifjúsági elnöke majd vezetőségi tagja volt a sportkörnek.
1958-ban munkahelyváltoztatás után került a 45.sz. Állami Építőipari Vállalathoz, így természetesen a sportolást is itt folytatta.
Az 1956-os forradalom után Bolvári Ferenc közreműködésével újjáalakult a sportkört, labdarugó, asztalitenisz, sakk, természetjáró szakosztályokat hoztak létre, a sportkör elnöke volt 8 évig, a labdarugó csapatban 1968-ig játszott, versenyszerűen sportolt, asztaliteniszezett.
1958-ban az újjáalakított 45 Építők SE, majd jogutódja, a Középítők SE. (Középületépítő Vállalat égisze alatt/)labdarugó edzője lett.
Edzői teendői ellátása mellett 1958-tól 1969-ig az egyesület elnöke ill. ügyvezető elnöke is volt.
(1965. december 31-ig a Sportkör neve 45.sz. Építők S.K. 1966. január 1-től a Sportkör neve Középítők S.K. 1970. fúzió után Bp. Építők lett a neve.)
Vezetése alatt a labdarugó-csapat 7 év alatt felkerült az alapfokú bajnokságból az NB II.-be, ahol szép sikereket ért el, az alábbiak szerint:
- Szakszervezeti Bajnokság - 1.hely (1962) Elnök-edző
- Alapfokú Bajnokság - 1.hely (1962) Elnök-edző
- Kerület VI.-VII., II. oszt. - 1.hely (1963) Elnök-edző
- Kerület VI.-VII., I. oszt. - 1.hely (1964) Elnök-edző
- BLASZ II., II. oszt. - 1.hely (1965) Elnök-edző
- BLASZ II., II. oszt. - 1.hely (1966) Elnök-edző
- BLASZ I.a., I. oszt. - 8.hely (1967) Elnök-edző
- BLASZ I.a., I. oszt. - 1.hely (1968) Elnök-edző
- NB III., 1.hely (1969) Edző
- NB II. 4.hely (1970) Edző

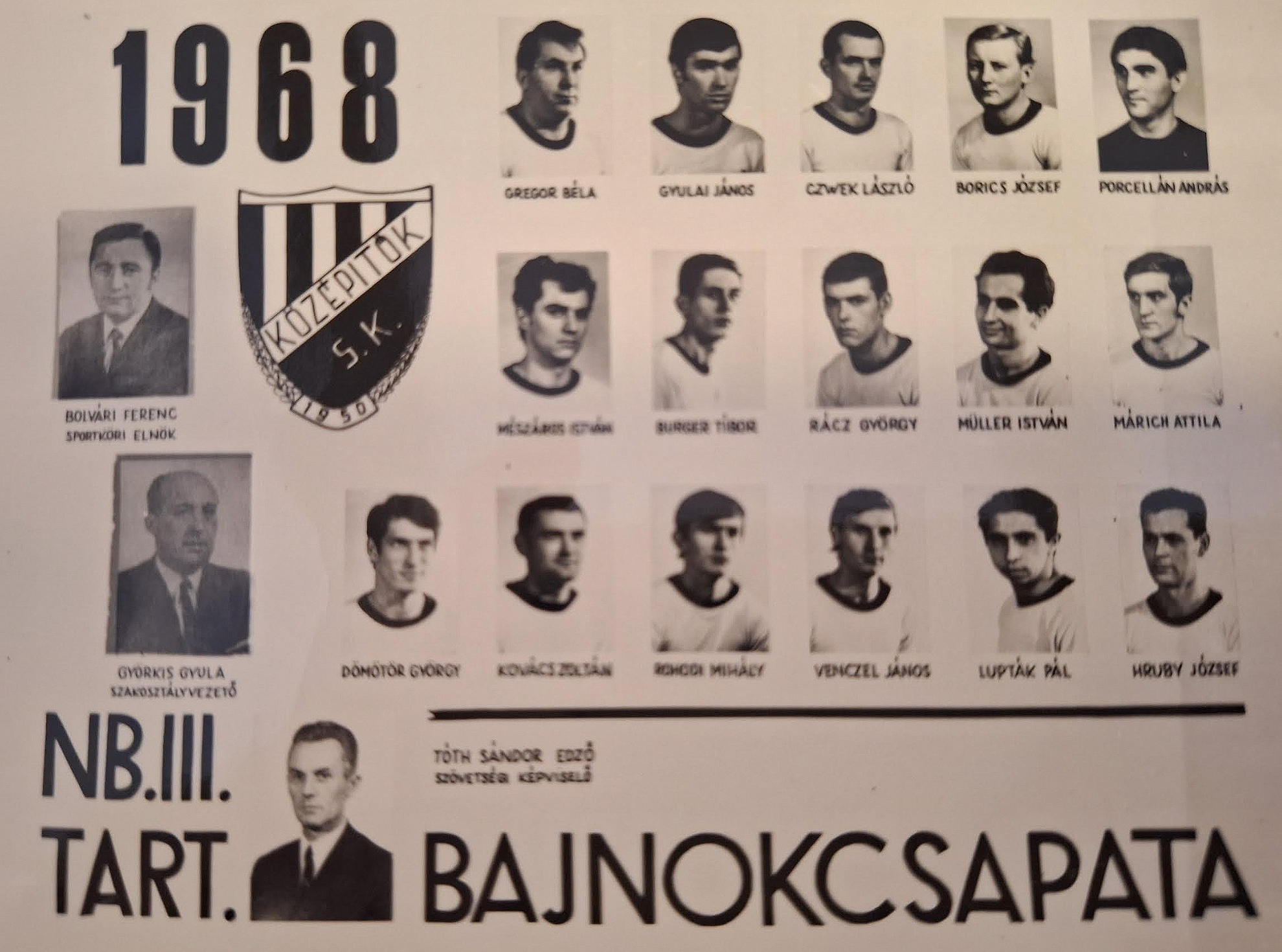
Bajnok csapat

(Helytállás a Népligetben, Petőfi Népe, 1970)
Ekkor 1969-ben, kapta játékosaitól a MÁGUS nevet, amit számos dokumentum bizonyít.
A Bajnok csapat eredménye: 19 győzelem, 6 döntetlen, 5 vereség. 54 rúgott gól, 27 kapott gól.
A Középítők csapata megnyerte a nyári TOTO Kupát is az NB III. csapatok és az NB II. csapat részvételével.
A Felszabadulás Kupában 1 NB I-es, 1 NB II.-es, 2 NB III.-as csapatok csoportban a 3.helyen végeztek.
Bolvári Ferenc másodállásban végezte sportköri ill. labdarugó edzői tevékenységét, focistái sokszor ugyanazon a munkahelyen dolgoztak, itt szintén Bolvári Ferenc vezetése alatt. Napközben együtt dolgoztak az építkezéseken, du. szintén együtt az edzéseken, hétvégén a meccseken voltak együtt. A 45.sz ÁÉV. (később, mint Középületépítő Vállalat) Balatonvilágosi üdülőjében a nyaralások is közösek voltak, Bolvári Ferenc a családjával és a focistái is a családjukkal. Mint egy nagy család éltek.
A bajnokcsapat téli edzőtáborban Hajdúszoboszlón készült fel a következő ciklusra.

## Idézet az 1970-es évi edzői naplóból (1970.01.04)
„A 10-ik évemet kezdem el, mint edző a csapatnál. Nagy út volt- a csapatvezetők és játékosok hiányában nem tudta befejezni az 1961.évi kerületi bajnokságot, sok munka, sok segítség, de gáncsoskodás is volt amíg eljutottunk az NB II.-ig. 12 év után újra NB II-es csapata van az Építőknek Budapesten.
Sokat gondolkodtam, hogy elvállaljam -e az edzőséget, de amikor láttam és érzem azt a sok-sok szeretett, azt a hallatlan pozitív támogatást úgy éreztem, hogy szükség van rám és vállaltam és szerény tudásommal arra fogok törekedni, hogy megfeleljek és a bizalmat a csapat jó szereplésével háláljam meg.
6 esetleg 7 csapattal indulunk a bajnokságban, mint vezető edző minden csapat játékosait ismerni akarom, edző kollégáimmal olyan kapcsolatot kívánok kiépíteni, hogy idővel saját nevelésű játékosaimmal tudjuk feladatainkat teljesíteni. Az edzőnek hitvallást kell tennie, hogy hogyan kíván dolgozni. Az ÉN HITVALLÁSOM az, hogy úgy kell dolgozni, hogy az célszerű legyen a csapat, az egyesület és a magyar labdarúgás érdekeit szolgálja.”
A játékosoktól azt várom:
1. Dolgozzanak becsületesen a munkahelyükön.
2. Az edzéseket végezzék el úgy, hogy abból a mérkőzéseken profitálni tudjanak.
3. A mérkőzéseken szívvel -lélekkel küzdjenek a győzelemért.
4. Tiszteljék feletteseiket, munkatársaikat, sporttársaikat.
5. Képezzék magukat, fejlődjenek, tanuljanak szakmai és sportvonalon egyaránt.

Feltétlenül kiharcolom, hogy a csapat pálya öltöző és felszerelés dolgában elérje az NB II. szintet.”
A beosztott edzők edzés terveiket az általam megadottak alapján állítják össze azokat megkonzultáljuk és utána fogom jóváhagyni mely alapján fognak majd dolgozni.”

## Sportiskolai végzettségei és kitüntetései
- Ifjúsági 6 hónapos sportvezető-képző 1950.
- Labdarugó társedző 1950.
- Labdarugó segédedző 1960.
- Labdarugó edző 1962.
- Labdarugó III. o. játékvezető 1966.
- Asztali tenisz társedző 1966.
- Asztali tenisz versenybíró 1966.
- Középfokú sportvezető 1 éves iskola 1966.

- 1962. OTSH Elnöki Dicsérő Oklevél
- 1964. Kiváló Nevelő Edző Emlékplakett
- 1970. A Testnevelés és Sport Érdemes Dolgozója
- 1979. Miniszter Tanácsi kitüntetés: „Kiváló Társadalmi Munkáért” aranyfokozat
- 1983. MLSZ Köszönő levél az Edző Bizottságban végzett munkáért

Az edzőséget befejezve a Magyar Labdarugó Szövetség (MLSZ) társadalmi aktivistaként albizottságvezetőként dolgozottbegy ideig ellátta az NB II. válogatott edzői teendőit, itt a legnagyobb eredmény az volt, hogy Bariban legyőztük az Olasz Ligaválogatottat/1980/.
Megbízólevelét 1976. január 14.-én kapta Krizsán András főtitkártól.
Az MLSZ Edzőtestületének ellenőrző bizottságában dolgozott, ahol NBI-es csapatok edzéseit, és mérkőzéseit ellenőrizte, de esetenként más típusú munkában is részt vett. Folyamatosan részt vett az MLSZ munkájában, mint egy tíz évig.
Az Edző Bizottságok által rendezett Továbbképzések gyakorlati problémáinak felelőseként, ill. feladatok kidolgozásáért felelt. Az MLSZ Fegyelmi és Jogi Bizottságának is tagja volt. Egy dokumentum alapján 1979. február 5-én az Edző Bizottsági ülésen a következők vettek részt: Bolvári, Mezei, Száger, Sebes Gusztáv.
1983 április 27-én MLSZ köszönő levelet kapott az Edző Bizottságban végzett önzetlen társadalmi munkájáért. Aláírások: dr.Szepesi György MLSZ Elnök, dr. Páncsics Miklós MLSZ főtitkár, Mezey György EB elnök.
Számos elismerő cikk jelent meg Bolvári Ferenc edzői tevékenységéről a Népsportban (Várkonyi Sándor, Várszegi Sándor).

## Edzői, nevelői tevékenysége
Ifjúsági válogatott játékost nevelt Karel személyében.
Az NB I.-ben Egri, Tamási, Budai (Csepel-Karel-Pécs), Hangai (SZEOL), Burai (Komló), Menyhárt (Rába ETO) távozott a keze alól.
Nála focizott még: Verebes József, Platthy Lőrinc és Eszterházy II. György is.
Rendíthetetlen Újpest, UTE drukker volt. Rendszeresen részt vett az edzőmérkőzéseken. Névvel ellátott ülése volt a Megyeri úti pályán, amíg ezt, a legutóbbi felújítás kapcsán meg nem szüntették.
Nemcsak az építészeti kivitelezést, hanem a sport szeretetét is kb. 80-as évei közepéig gyakorolta, nevezetesen 60 éves korától a SZAC Öregfiúk Közösségének] is aktív tagja lett. Játékosaival évtizedekig találkozott november végén a Pénzügyőr pályán fehér asztalnál, ez a dátum az 1969-es NB II.-be felkerülés évfordulója volt.
Nagyon sokat számított neki, hogy haláláig jó kapcsolata volt focistáival. Bolvári Ferenc sok talentumot kapott a jó Istentől, amit, mint építész- kivitelező, labdarúgó edző és mint magánember is emberi kvalitásai által a mai napig világit a szívekben, akik Őt ismerték! Mindezt Róla a hálás utókor szeme elé helyeztük-e rövid összefoglalóval, példaként.

## Megemlékezés
Bolvári Ferenc építészeti és labdarugó edzői tevékenységéről és a kettő összefonódásáról lánya, dr. Bolváry Katalin beszélt a népes hallgatóságnak a 2024. május 12-én megrendezett programon. Bolvári Ferenc magasszintű szakmai tudása magas színtű emberi értékkel párosult: kiváló kommunikációs készség, empátia, segítőkészség és humor voltak ismérvei. Halála után egyik volt évfolyamtársának a fia, akinél nyugdíjasként dolgozott így jellemezte:” sok ilyen embert kívánok a világnak, mint amilyen Feri bácsi volt emberileg-szakmailag.”